# Rede Gazeta de Comunicações
A Rede Gazeta de Comunicações, ou simplesmente Rede Gazeta, é um conglomerado de mídia brasileiro localizado no estado do Espírito Santo.
Maior grupo de comunicação do Espírito Santo, a empresa foi fundada em 1928, com o jornal A Gazeta, que completou 80 anos em setembro de 2008. Em 1949 a família Lindenberg assumiu o controle acionário do jornal A Gazeta e soube dar passos importantes e decisivos para o crescimento do grupo, que fechou 2009 com 1300 funcionários e 24 negócios, sendo três jornais, nove rádios, quatro emissoras de TV aberta afiliadas à Rede Globo, um canal em TV fechada, cinco portais na internet, uma empresa de marketing promocional e uma empresa em soluções para a web 2.0. 
Com sede instalada em dois prédios em Monte Belo, em Vitória, com área construída de 15.450,21 metros quadrados, a Rede tem atuação em todo o Espírito Santo e, para tanto, possui regionais em Cachoeiro de Itapemirim, Colatina e Linhares, além de sucursais em Guarapari, Nova Venécia e São Mateus. A empresa também mantém escritório comercial em São Paulo e representantes em oito capitais do país. Em setembro de 2011 a rede reabriu a sucursal de Brasília, com produção jornalística para veículos impressos e para a Rádio CBN Vitória. 
Em 31 de julho de 2019, A Rede Gazeta anunciou o fim do jornal Na! e do formato impresso diário do jornal A Gazeta. Em comunicado, a empresa afirmou que as mudanças fazem parte de uma transformação em seu modelo de produção de notícias para alcançar mais leitores. A ideia é colocar no ar um portal de notícias mais moderno e próximo das pessoas. Batizado de TDigital, a Gazeta afirma que o projeto contará também com newsletters diárias, podcasts e conteúdos distribuídos por aplicativos de voz do Google e da Apple. Apesar do fim do formato diário impresso, o Jornal A Gazeta não vai abandonar o papel. A partir de outubro, uma edição semanal será distribuída aos sábados na Grande Vitória e principais cidades do Espírito Santo.

## Empresas

### Rádios
- Mix FM Vitória - rádio jovem-adulto-pop

### Televisão
- Rede Gazeta - afiliadas à TV Globo
  - TV Gazeta Vitória - Cobertura na Região Metropolitana de Vitória (Vitória, Vila Velha, Cariacica, Serra e Viana) e os municípios de Guarapari (Litoral Sul), Fundão (Litoral Norte) parte da região Serrana (Domingos Martins, Marechal Floriano e Alfredo Chaves) e parte do Vale do Canaã (Santa Leopoldina e Santa Maria de Jetibá)
  - TV Gazeta Norte - Cobertura em Aracruz, Linhares, São Mateus e toda região norte (exceto o município de Fundão)
  - TV Gazeta Sul - Cobertura em Cachoeiro de Itapemirim, Litoral Sul (exceto Guarapari) e parte da Região Serrana (exceto Domingos Martins, Marechal Floriano e Alfredo Chaves)
  - TV Gazeta Noroeste - Cobertura em toda a região Noroeste (Colatina, Baixo Guandu, Nova Venécia, Barra de São Francisco), município de Santa Teresa (no Vale do Canaã) e o município de Aimorés (em Minas Gerais).

### Internet
- A Gazeta
- G1 (Espírito Santo, Norte e Noroeste, Sul e Serrana)
- ge (Espírito Santo)